# Amplificación de pulso gorjeado
La Amplificación de pulso gorjeado o CPA (del inglés Chirped pulse amplification), es una técnica para amplificar un pulso de láser ultracorto hasta el nivel del petavatio con el pulso de láser que se extendió temporal y espectralmente antes de la amplificación.

## Generación de pulsos láser ultracortos
El interés en láseres pulsados es creciente y se orienta hacia un amplio abanico de aplicaciones, desde las biomédicas hasta las relacionadas con las comunicaciones ópticas.
Entre 1965 y 1975 se crearon los principales tipos de láseres que se utilizan hoy en día en la generación de pulsos de picosegundos, tales como el láser de rubí, el láser en vidrio de neodimio, el láser de vidrio YAG y los láseres de colorantes. La era de los picosegundos se inició utilizando un láser de medio sólido con sincronización de modos. Este láser fue construido entre 1965 y 1966 por Mocker y Collins. Obtuvieron pulsos de picosegundos en 1965 por medio de la sincronización pasiva de los modos del láser de rubí, originando un régimen de operación de pulsos de alta potencia. De Marie, en 1966, obtuvo por primera vez pulsos de picosegundos en un láser de vidrio de neodimio. Sin embargo, el récord de los pulsos cortos se ha obtenido con láseres de colorantes, trabajando en un régimen de sincronización activa o pasiva de modos. Para conseguir un láser trabajando en régimen pulsado también se puede utilizar el bombeo con pulsos cortos. Mediante el bombeo pulsado con un láser de argón se obtuvieron, en un láser que utiliza como medio activo una solución del colorante rodamina 6G (RH6G), pulsos estabilizados con duración aproximada de 7 picosegundos. La longitud de onda de la radiación se podía variar entre 565 y 625 nanómetros.
Un pulso más corto, de duración aproximada de 3 picosegundos, en un medio láser que era una solución de RH6G, fue obtenido por Fan y Gustafson en 1976, mediante bombeo con un láser de neodimi. Pero los láseres de mayor perspectiva, desde el punto de vista de la obtención de pulsos luminosos ultracortos, son los láseres de colorantes con sincronización pasiva de modos. La duración de los pulsos generados puede ser muy próxima al límite teórico posible y solo está condicionada por el principio de incertidumbre (en la región visible es igual a {\displaystyle 10^{-15}} segundos). En 1979, en el Instituto de Espectroscopia de la Academia de Ciencia de la Unión Soviética, se construyó un láser cuyos pulsos tenían una duración de {\displaystyle 10^{-12}} segundos. En la actualidad se generan pulsos mucho más cortos e incluso sigue la búsqueda de lo lograr reducir aún más los pulsos generados por los láseres.
Existen diferentes técnicas para la obtención de pulsos cortos usando como fuente láseres. La primera en ser aplicada fue la denominada Q-switching, basaba en la modificación de las cualidades de resonador del dispositivo y sus pérdidas. Permite obtener pulsos de elevada potencia ({\displaystyle 10W}) y anchos de pulso del orden de picosegundos, pero requiere dispositivos fabricados a tal efecto. Otra de las técnicas es la denominada Mode Locking. Basada en el control de la relación de fase entre los diferentes modos longitudinales de emisión del láser, esta técnica permite obtener pulsos con mejores características, no solo en cuanto a potencia y duración, sino en relación con la estabilidad temporal (jitter) y perfil de los mismos. Pero requiere un montaje experimental complejo que involucra cavidades externas o el uso de absorbentes saturables. La técnica conocida como Gain Switching permite obtener, con un montaje experimental de modulación de la corriente de inyección, pulsos del orden de picosegundos utilizando diodos láseres. Se basa en la modulación de la ganancia óptica del dispositivo mediante inyección de corriente. El Gain Switching está recobrando interés gracias a la técnica de autoinyección de luz, que permite la mejora de la estabilidad de los pulsos, su perfil o el jitter, y el estrechamiento de los pulsos mediante técnicas de compresión externa.

## Conceptos básicos y primeras implementaciones
La tecnología para producir pulsos cortos de luz láser ha cambiado radicalmente en las últimas décadas, a continuación se describen algunos de los más importantes y sus principales características:

### Q-switching
Se puede conseguir Q-Switching incorporando cualquier tipo de atenuador en el interior de la cavidad láser. Cuando el atenuador está en marcha, la luz que sale del medio amplificador no volverá a pasar por él, y no existirá amplificación láser. Esta atenuación en el interior de la cavidad corresponde a una reducción del factor de calidad de la cavidad {\displaystyle Q}. Un factor {\displaystyle Q} alto corresponde a una cavidad láser con bajas pérdidas por vuelta, mientras que si {\displaystyle Q} es bajo la cavidad tendrá muchas pérdidas. Un atenuador usado para este propósito se denomina Q-switch.
Inicialmente el medio activo se bombea mientras el Q-switch se ajusta para no permitir la amplificación de la cavidad a través del medio activo (con lo cual la cavidad tendrá un factor {\displaystyle Q} bajo). Esto produce una inversión de población en el medio, pero no se puede tener emisión láser sin la cavidad en funcionamiento. Como la razón de emisión estimulada depende de la cantidad de luz que entra en el medio, la cantidad de energía que se acumula en el medio activo va en aumento mientras es bombeado. Debido a las pérdidas por emisión estimulada u otros procesos, tras un tiempo determinado la energía acumulada llegará a un nivel máximo, se dice que la ganancia ha saturado. En este punto, el dispositivo Q-switch se conmuta rápidamente para minimizar la atenuación, esto hará que el factor de calidad de la cavidad aumente considerablemente, permitiendo que la cavidad láser actúe como tal y comience el proceso de amplificación óptica por emisión estimulada. Gracias a la gran cantidad de energía acumulada en el medio activo, la intensidad de la luz en la cavidad crece muy rápidamente; esto provoca a su vez que la energía almacenada en el medio se reduzca casi por completo muy rápidamente. El resultado neto es la salida de un pulso corto de luz del láser, conocido también como pulso gigante, que puede tener un pico de intensidad muy alto.

### Mode locking pasivo
Otro de los mecanismos más conocidos para obtener pulsos del femtosegundo es el Mode-Locking. A diferencia de un láser típico, emitiendo en continuo, un láser utilizando el método mode-locking emite una serie de pulsos cortos a una frecuencia de repetición constante. En el dominio de la frecuencia, un láser mode-locking emite en una serie de líneas espectrales separadas por la frecuencia de repetición del láser.
La técnica básica consiste en inducir una relación de fase entre los modos del láser de la cavidad resonante. Se tiene un modo resonante si la amplitud del campo de luz se reproduce después de una vuelta en la cavidad. Se define la longitud de un modo longitudinal por:
{\displaystyle L^{*}=n\cdot L=q{\frac {C}{2\nu _{q}}}.}
El valor de {\displaystyle g} es, por lo general, grande para los láseres comunes ya que {\displaystyle L\gg \lambda }.
La luz láser no es una sola frecuencia o longitud de onda. Todos los láseres producen luz sobre algunas bandas de frecuencias. Este método utiliza el acoplamiento entre los modos longitudinales del láser con distancia espectral. Esto se hace con un láser con bandas de emisión suficientemente amplia para contener un gran número de modos longitudinales (ver figura 1).
{\displaystyle \Delta \nu _{L}={\frac {C}{2L^{*}}}.}
En general, los diferentes modos longitudinales tienen una relación de fase aleatoria entre ellos. Y la suma coherente de estos modos da una intensidad media bastante baja. Si, al contrario, se consigue sincronizar estos modos para que tengan una fase común en algunas zonas del espacio, entonces la suma coherente será un pulso de una potencia mayor.
Estos pulsos son periódicos, su periodo es igual a:
{\displaystyle T={\frac {1}{\Delta \nu _{L}}}={\frac {2L^{*}}{C}}.}
Esto corresponde al tiempo de viaje real del pulso dentro de la cavidad. Si el pulso resultante es suma de N modos longitudinales, el ancho del pulso será:
{\displaystyle \tau ={\frac {1}{N\Delta \nu }}={\frac {T}{N}}={\frac {1}{\Delta \nu }},}
con {\displaystyle \Delta \nu } el ancho espectral de la línea de emisión láser.
Los sistemas de láseres con pulsos ultra-cortos (del orden del femtosegundo) utilizan métodos mode-locking en medios activos con larga banda de emisión, como el Ti:Za (Titanio:Zafiro).
En la práctica, sincronizar los modos consiste en modular las pérdidas dentro de la cavidad a la frecuencia {\displaystyle \Delta \nu _{L}}, los modos longitudinales tenderán a oscilar en fase. Para conseguirlo se utilizan conmutadores activos (modulador acusto-óptico) o conmutadores pasivos (Kerr-lenz, absorbente saturable).
La técnica de mode-locking pasivo no requiere señal externa para que el láser produzca pulsos. Utiliza la luz en la cavidad para causar un cambio intracavidad en algún elemento. El tipo más común de dispositivo es un absorbente saturable. Un absorbente saturable es un dispositivo óptico que presenta una intensidad de transmisión. Esto significa que el dispositivo se comporta de manera diferente dependiendo de la intensidad de la luz que pasa a través de ella. Para el modo pasivo, lo ideal sería un absorbente saturable que absorbe selectivamente la luz de baja intensidad, y transmitirá la luz de intensidad suficiente.
Cuando se coloca en una cavidad láser, un absorbente saturable atenuará la luz de baja intensidad de la onda. Como la luz en la cavidad oscila, repite este proceso, conduciendo a la amplificación selectiva de los picos de alta intensidad, y la absorción de la luz de baja intensidad. Después de muchos viajes en la cavidad, esto lleva a un tren de pulsos muy potentes.

## Amplificación de pulsos ultracortos
La generación de pulsos cortos tiene diversas aplicaciones en muchos campos de la física y la química, pero el rango de aplicaciones se multiplica cuando hablamos de láseres ultracortos e intensos. Las aplicaciones más en boga hoy en día, desde un punto de vista científico o industrial, requieren intensidades altas. Esto es posible trabajando con pulsos ultracortos pues, como se puede ver en los métodos de generación, se obtiene una mayor intensidad que en el régimen continuo para un mismo láser. Sin embargo existe un gran número de problemas en la amplificación de un pulso corto. Principalmente, el problema reside en la que la mayor parte de los materiales amplificadores tiene una potencia máxima donde amplifican antes de sufrir daños, así que esto limita la intensidad de pico con la que se puede trabajar, y por tanto las aplicaciones que puede tener el láser.
Para evitar esto ha de modificarse el pulso antes de amplificarlo, y así conseguir disminuir la potencia sin perder energía. Hay dos posibilidades. En primer lugar es posible modificar el pulso espacialmente, para obtener uno con un diámetro mayor, y por lo tanto una intensidad será menor. De esta forma es posible trabajar con materiales que no admitirían tanta energía para un haz láser más concentrado. La desventaja de este caso es que se han de utilizar ópticas de mayor tamaño, con el consiguiente aumento de precio.
La segunda posibilidad es estirar el pulso temporalmente, esta es la base del método Chirped Pulse Amplification.

## Amplificación de pulso gorjeado (CPA)
El esquema de amplificación de pulsos cortos más exitoso hasta la fecha es el de Chirped Pulse Amplification, inventado por Gérard Mourou y Donna Strickland en la Universidad de Rochester, USA en 1985. Básicamente este método consiste en la modulación de fase que permite incrementar o disminuir la frecuencia instantánea, denotada como frecuencia de barrido o chirp. El método CPA permite conseguir pulsos con potencias pico muy altas, por ejemplo intensidades por encima de los {\displaystyle \displaystyle 10^{21}{W}/{cm^{2}}}, esta técnica ha sido aplicado a una variedad de materiales sólido; Nd:Vidrio, Alejandrita, Ti:Zafiro. En la imagen se puede ver un montaje tipo. Los procedimientos básico del CPA son los siguientes:

### Extensores y compresores
En un láser Ti:Za se precisa estirar el pulso hasta varios centenares de picosegundos para poder hacer la amplificación, esto significa que las diferentes longitudes de onda que componen el pulso inicial deben recorrer caminos que difieran hasta 10 centímetros. Un extensor o un compresor tendrá dispersión negativa si las longitudes de onda corta tardan menos tiempo en recorrer el dispositivo que las largas, la dispersión positiva es el caso contrario. Así, a la salida, el pulso será más largo y la frecuencia variará a lo largo del pulso. Por consideraciones prácticas, suele diseñarse el extensor con dispersión positiva y el compresor con dispersión negativa, de forma que ambas se cancelen y el pulso a la salida tenga dispersión cero
Hay diferentes formas de conseguir esto, la más práctica es con extensores y compresores basados en redes de difracción. Cuando un pulso se refracta en una red de difracción, cada longitud de onda lo hace con un ángulo diferente. Esta es la base para conseguir que unas longitudes de onda recorran más distancia que otras. En la figura 3 se muestra la configuración más simple para conseguir esto, donde las longitudes de onda larga recorren mayor distancia que las cortas (dispersión negativa). El pulso que a la entrada estaba estirado y sus frecuencias separadas, sale tras el compresor con un tamaño temporal mucho menor y sus frecuencias juntas, esto es, sin dispersión. La dispersión se cambia fácilmente modificando la distancia entre las redes de difracción. Se puede conseguir un compresor con una única red de difracción, utilizando un montaje de espejos más complejo para que el pulso pase 4 veces por la misma red de difracción, en vez de 2 como es el caso de la figura 3.

También es posible utilizar prismas en vez de redes de difracción como elementos dispersivos, como en la figura 4. Se puede conseguir un dispositivo con dispersión positiva o negativa en función de la geometría y del material de los prismas. Además, con lentes es posible revertir el signo de la dispersión del dispositivo. Para una distancia dada, un montaje con prismas introduce mucha menos dispersión que un montaje con redes de difracción. En ocasiones se combinan ambos dispositivos para corregir la dispersión de alto orden, en estos casos la distancia entre los prismas puede ser de 10 metros mientras que entre las redes de difracción puede haber únicamente 50 centímetros.
También es posible utilizar algunas otras técnicas, pero no son tan usadas debido a su limitada dispersión introducida o a su incapacidad para ser usados en pulsos de altas intensidades.
- Se puede introducir dispersión a un pulso simplemente haciendo que se propague a través de una tableta gruesa de un material transparente, como un cristal de 200 mm de ancho. Solo una cantidad limitada de dispersión se puede introducir en dimensiones físicas prácticas. Para luz visible o infrarrojo cercano, casi todos los materiales transparentes tienen dispersión positiva.
- Una o múltiples reflexiones en un par de espejos dieléctricos o un dispositivo similar permite introducir dispersión al pulso.
- El Dazzler es un dispositivo comercial para dar forma a los pulsos. En él la luz es difractada por una onda acústica. Modificando el tiempo, frecuencia y amplitud de la onda acústica, se puede introducir una dispersión arbitraria al pulso, hasta un retraso máximo de pocos picosegundos.

### Amplificación y bombeo
La amplificación se produce en un cristal, como el Ti:Za, que tiene unas características específicas perfectas para la amplificación de pulso cortos. Por ejemplo, el Ti:Za tiene la curva de ganancia más ancha de los láseres de estado sólido: cubre un espectro de 650 a 1100 nm de longitud de onda, teniendo el máximo en torno a 800 nm. Esto es de máximo interés para la generación de pulsos cortos en los que se necesitan espectros amplios para formar los pulsos, porque cuanto más estrecho sea el pulso en el tiempo, más ancho será su espectro.
Además el Zafiro tiene una excelente conductividad térmica, por lo que mitiga los posibles efectos térmicos cuando se trabaja con altas potencias y energías.
La potencia de bombeo que necesita el Ti:Za es alta, debido a que la vida media del estado superior es pequeña (del orden de 3 microsegundos) y se pierde rápidamente población en el nivel de energía de la emisión, por este motivo necesita fuentes de bombeo intensas y con una calidad del haz alta. Por estos motivos para el bombeo se emplean otros láseres.
El rango de bombeo óptimo está en torno a 514-532 nm, dónde la absorción del Ti:Za es máximo. Originalmente se han empleado láseres de Argón que emite en 514,5 nm, el cual se encuentra en el máximo de absorción, además se consiguen altas potencias de bombeo. No obstante este tipo de láser resulta muy poco eficiente y complicado de operar, siendo muy voluminoso. Habitualmente se emplean láseres de Neodimio doblados en frecuencia (por medio de procesos no lineales en los que se obtiene radiación con una longitud de onda que es la mitad de la original) operando en torno a 527-532 nm, como por ejemplo el Nd:YAG (532 nm), el Nd:YLF a (527 nm) o el Nd:YVO4 (532 nm).

### Ejemplo de sistema de alta potencia
Uno de los ejemplos más significativos de láseres de alta potencia con tecnología CPA es el Astra Gemini, instalado en el laboratorio Appleton Rutherford, UK. El Astra Gemini requiere el desarrollo de dos amplificadores de Ti:Za y cuatro láseres de bombeo de 45 mm de diámetro de Neodimio-Vidrio. Cada láser de bombeo producirá pulsos ópticos de 25 J, con una duración de 10 ns, emitidos en una longitud de onda de 527 nm. Estos láseres de bombeo operan en par para dar 50 J de energía de bombeo por par, que son usados como semilla para bombear a dos amplificadores de Ti:Za de 7mm de diámetro, un par de bombeo por cada amplificador. De la energía de bombeo de 50 J por amplificador, aproximadamente 25 J es extraída por cada pulso semilla. Los dos haces entonces se propagarán a través del filtros a espacio vacío a dos compresores. Posteriormente, la compresión temporal producirá dos pulsos de 15 J y 30 fs, llevando cada uno una potencia de 0.5 PW

### Optical Parametric Chirped-pulse Amplification
Existen limitaciones técnicas a la tecnología CPA, entre ellas, las más importantes son:
- El montaje es complicado y demasiado extenso.
- En ocasiones se requiere un mayor ancho de banda de amplificación.

Sin embargo, también existen alternativas. Una de las más prominentes son los láseres OPCPA (Optical parametric chirped-pulse amplification). La CPA fue originalmente desarrollada para amplificación de pulsos ultracortos con amplificadores láser, pero también se puede utilizar para los amplificadores paramétricos ópticos (OPA’s) y así obtener un láser OPCPA.

#### Amplificadores Paramétricos Ópticos
Los materiales cristalinos que no tienen simetría de inversión pueden mostrar una no linearidad que permite una amplificación paramétrica. En este caso el haz se propaga a través del material junto a un haz de bombeo de menor longitud de onda. Los fotones de bombeo se convierten en fotones de menor energía (llamados fotones señal) y en fotones idler en un proceso en el que el material cristalino no se calienta.

#### Phase matching
Los procesos paramétricos son sensibles a las fases ópticas de las ondas. Una conversión eficiente requiere phase matching en el rango de longitudes de onda de interés. La anchura de banda de la curva de ganancia está fuertemente marcada por la anchura de la condición de phase matching, que depende de la dispersión cromática.
Estos son los amplificadores que se utilizan en la técnica de Optical Parametric Chirped Pulse Amplification.

#### Optical Parametric Chirped Pulse Amplification
Los sistemas de OPCPA se benefician, a altas energías, de una gran reducción en las intensidades del pico mediante la amplificación temporal de pulsos chirpeados. Aumentando la duración del pulso hasta el orden del ns podemos aplicar mayores energías de bombeo y, por tanto, podemos obtener mayores energías del pulso amplificado.
Más aún, ya no se hace necesario utilizar pulsos ultracortos para el bombeo, puesto que en el nanosegundo podemos utilizar laseres de Q-switch para el bombeo.
Las ventajas que presenta el sistema OPCPA frente al CPA convencional son:
- La OPCPA requiere menos etapas de amplificación (la mayoría de las veces requiere únicamente una).
- Se puede construir de formas más simples y compactas.
- La amplificación paramétrica es posible en un rango de longitudes de onda ancho
- En condiciones óptimas de phase matching la anchura de banda a la que tenemos ganancia es muy ancha, permitiendo pulsos de alta energía de unos pocos fs.
- Los efectos térmicos que hay en el cristal son mucho menos que los que hay en un amplificador láser, dado que hay menos calor debido a la débil absorción. Combinando esto con la alta eficiencia podemos tener alta potencia del pico una alta calidad de haz de los pulsos amplificados

Este método presenta, sin embargo, ciertas desventajas frente al CPA convencional:
- La necesidad de una alta calidad del haz de bombeo
- La pequeña apertura para la mayoría de cristales no lineales disponibles y la dificultad de satisfacer la condición de phase matching